# Museo de Artes y Oficios de Hamburgo
El Museo de Arte y Arte Industrial de Hamburgo (en alemán: Museum für Kunst und Gewerbe Hamburg) es un museo de bellas artes, artes aplicadas y artes decorativas de la ciudad de Hamburgo, Alemania. Ubicado en el mismo corazón de la ciudad, junto a la estación central, fue fundado en 1874 como cuarto museo de artes aplicadas entre los países de habla alemana (tras Leipzig, Viena y Berlín). El edificio donde se encuentra el museo alojaba hasta 1970 también a la escuela de artes aplicadas y oficios.
El museo cuenta con una colección de unas 500 000 piezas y una superficie de exhibición de 18 000 m², actualmente divididos en 14 espacios ordenados por temas (no cronológicamente), de los que cabe destacar las salas ambientadas —o «de época» (period rooms)—, incluidas la Sala de Espejos del Budge-Palais, la Sala Parisina y la Cantina de Espejos (Spiegel-Kantine) de Verner Pantons. Las colecciones constan de todo tipo de objetos, desde artefactos a diseños técnicos, y aunque según sus estatutos abarca «todo salvo cuadros», en realidad también se incluyen fotos, gráficos y algunos cuadros en la colección asiática. Uno de estos, La Gran Ola de Kanagawa, fue elegido obra favorita del público por Internet.
El museo está dirigido por una fundación pública con el objetivo de ser «una institución cultural con enfoque en las artes y artes aplicadas, con colecciones de los ámbitos culturales europeos, asiáticos y de la Antigüedad».

## Etimología
La palabra Gewerbe en este contexto es de difícil traducción. El nombre del museo ha sido traducido en museo de Arte e Industria, Arte y Diseño, Arte y Diseño Industrial, Arte y Artes Decorativas y Arte y Oficios (en el sentido de trades en inglés). En el modelo alemán de artes aplicadas, uno de los cinco componentes de este grupo de disciplinas es el Kunstgewerbe, libremente traducido como artes industriales o decorativas. Existen escuelas (Kunstgewerbeschulen) y museos (Kunstgewerbemuseen) que llevan integrado este término en su nombre. En el caso del museo hamburgués (a diferencia de sus homólogos de Berlín y Dresde), tratándose de dos palabras separadas, la traducción es más abierta a interpretaciones.

## Historia y arquitectura
El museo fue inaugurado en 1874, siguiendo los modelos del Museo de Victoria y Alberto de Londres, el Museo de Artes Aplicadas de Viena y el Museo de Artes Decorativas de Berlín. En 1877 se estableció definitivamente en su sitio actual, un edificio de la Steintorplatz inaugurado en 1875.
En el período de entreguerras (más concretamente entre 1919 y 1933), el museo adquirió una gran colección de arte expresionista bajo la dirección de Max Sauerlandt. Tras la campaña nazi de 1933 contra el denominado «arte degenerado» (entartete Kunst), se perdieron numerosas piezas y Sauerlandt fue forzado a dimitir. El edificio del museo fue dañado en los bombardeos aliados de 1943, y tras la guerra fue restaurado, finalizando las obras en 1959.
En 2000 se construyó en la extensión de la planta baja del museo el Vestíbulo, una sala de 200 m² con paredes de cristal y muy iluminada, que da a uno de los patios con vista a sus característicos ginkgos. La sala, equipada con tecnología de proyección integrada, puede extenderse hasta 260 m² juntándose a la galería adyacente (donde actualmente se exhiben históricos instrumentos de teclado), y sirve, entre otros, para eventos como lecturas, recepciones, presentaciones, conferencias y exhibiciones de moda. Un nuevo diseño y la consiguiente renovación del ala central se llevó a cabo en 2006.

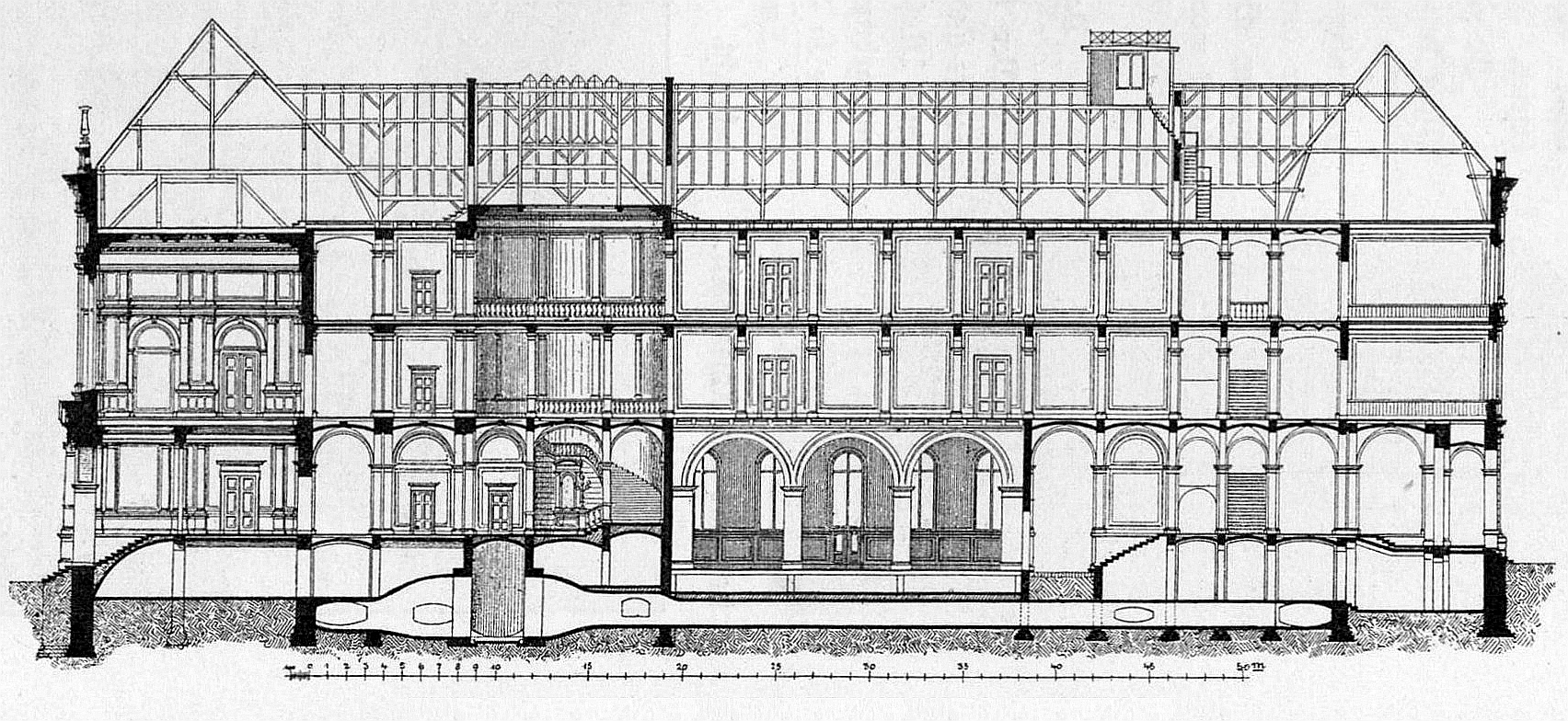
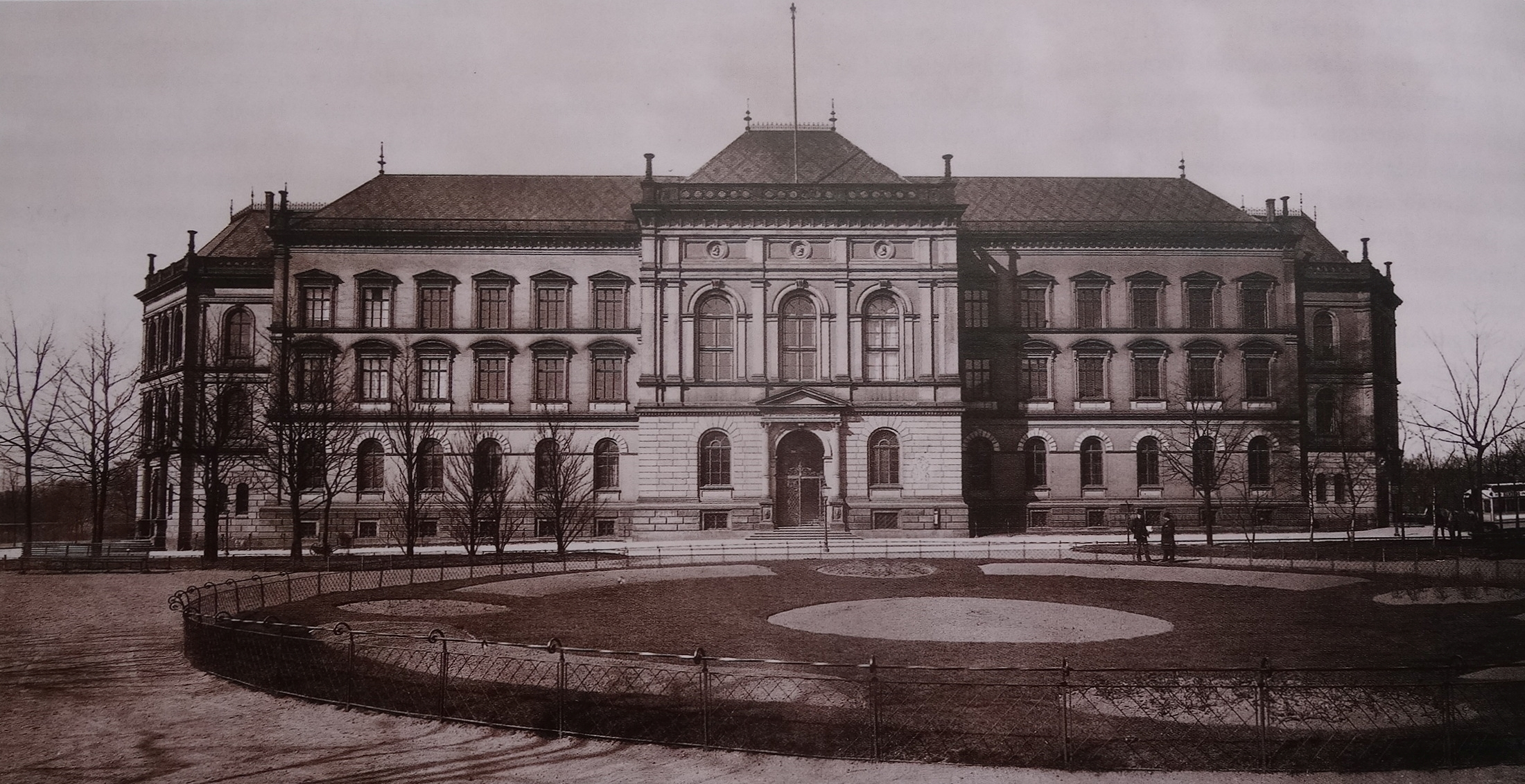
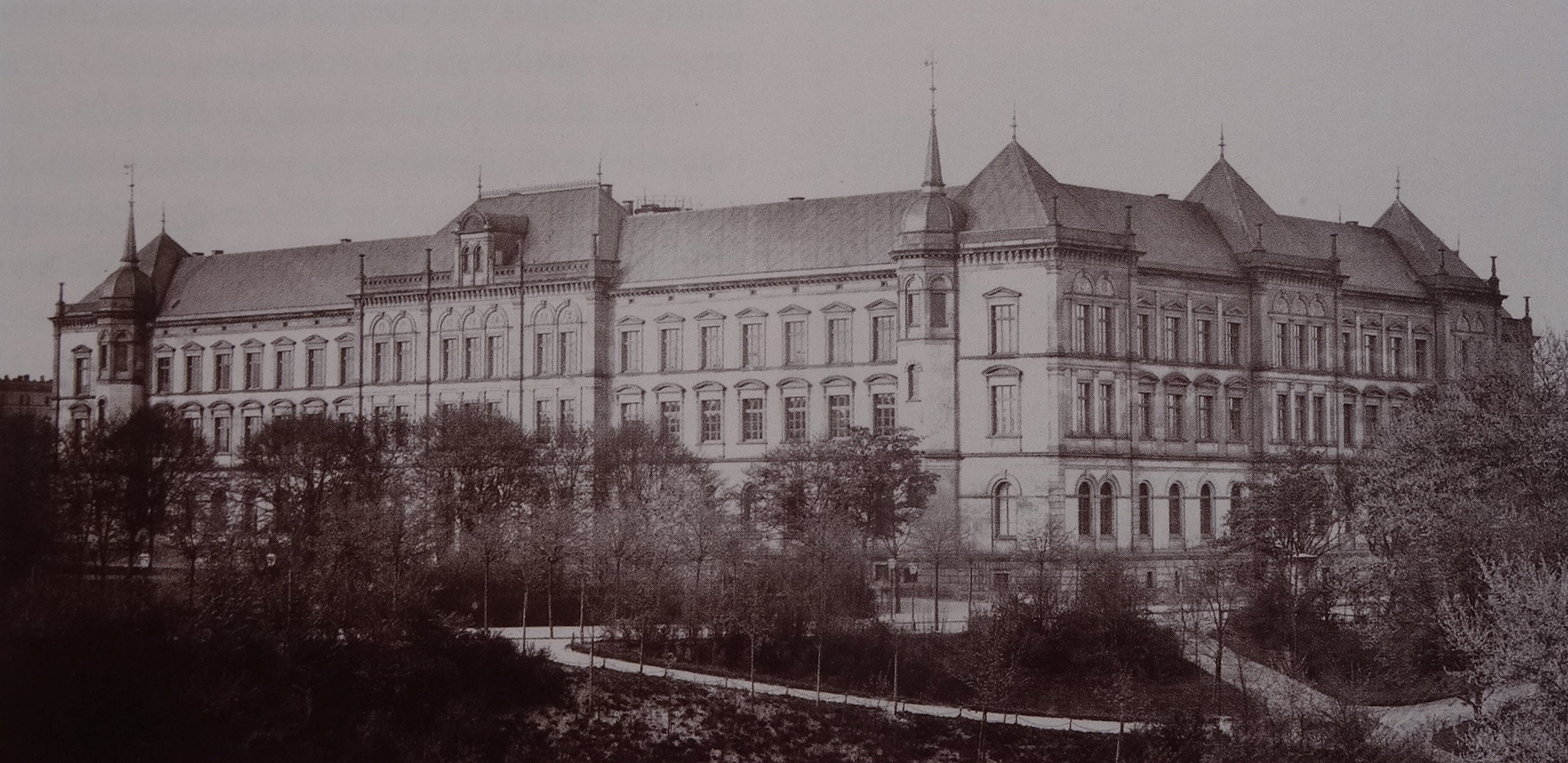
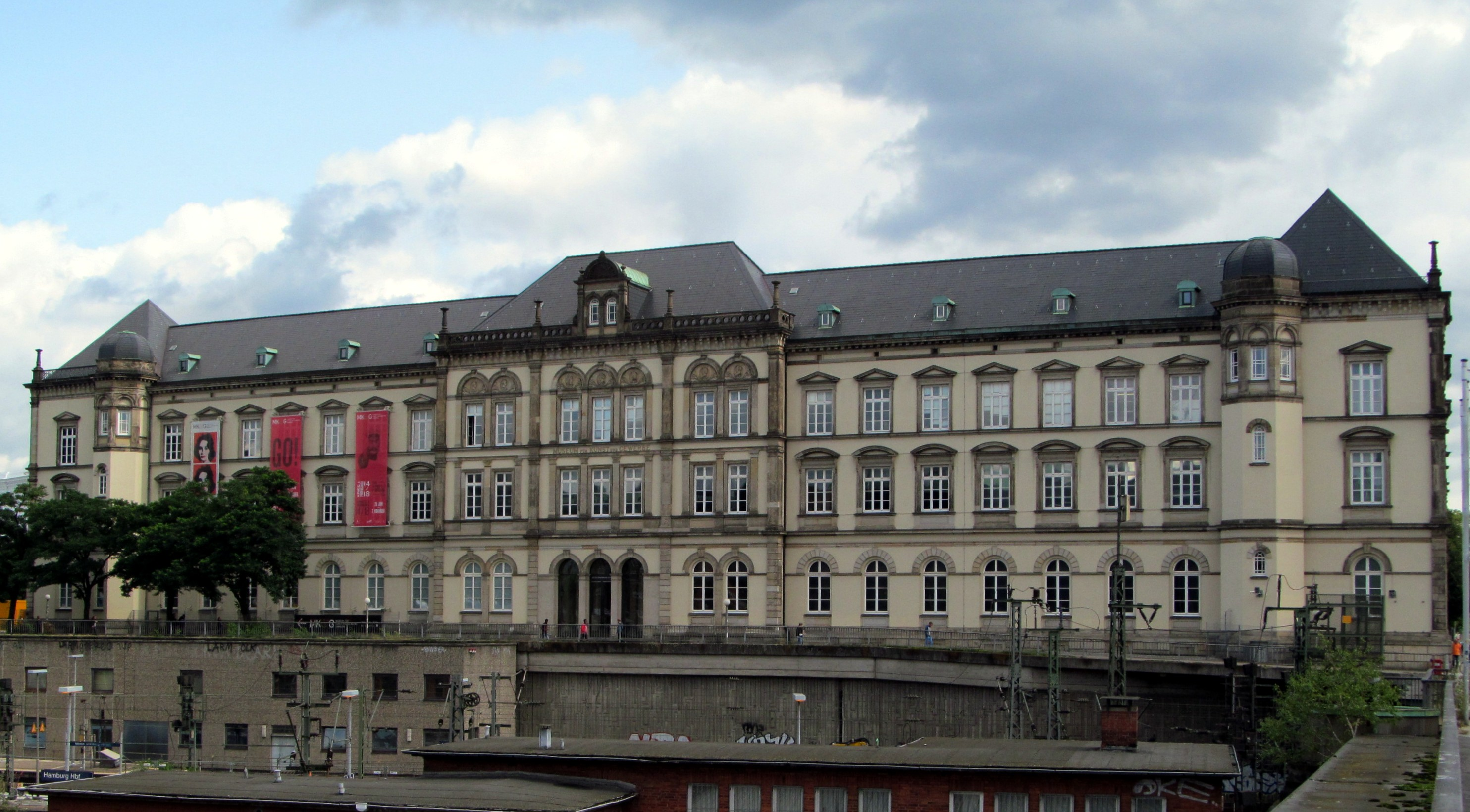
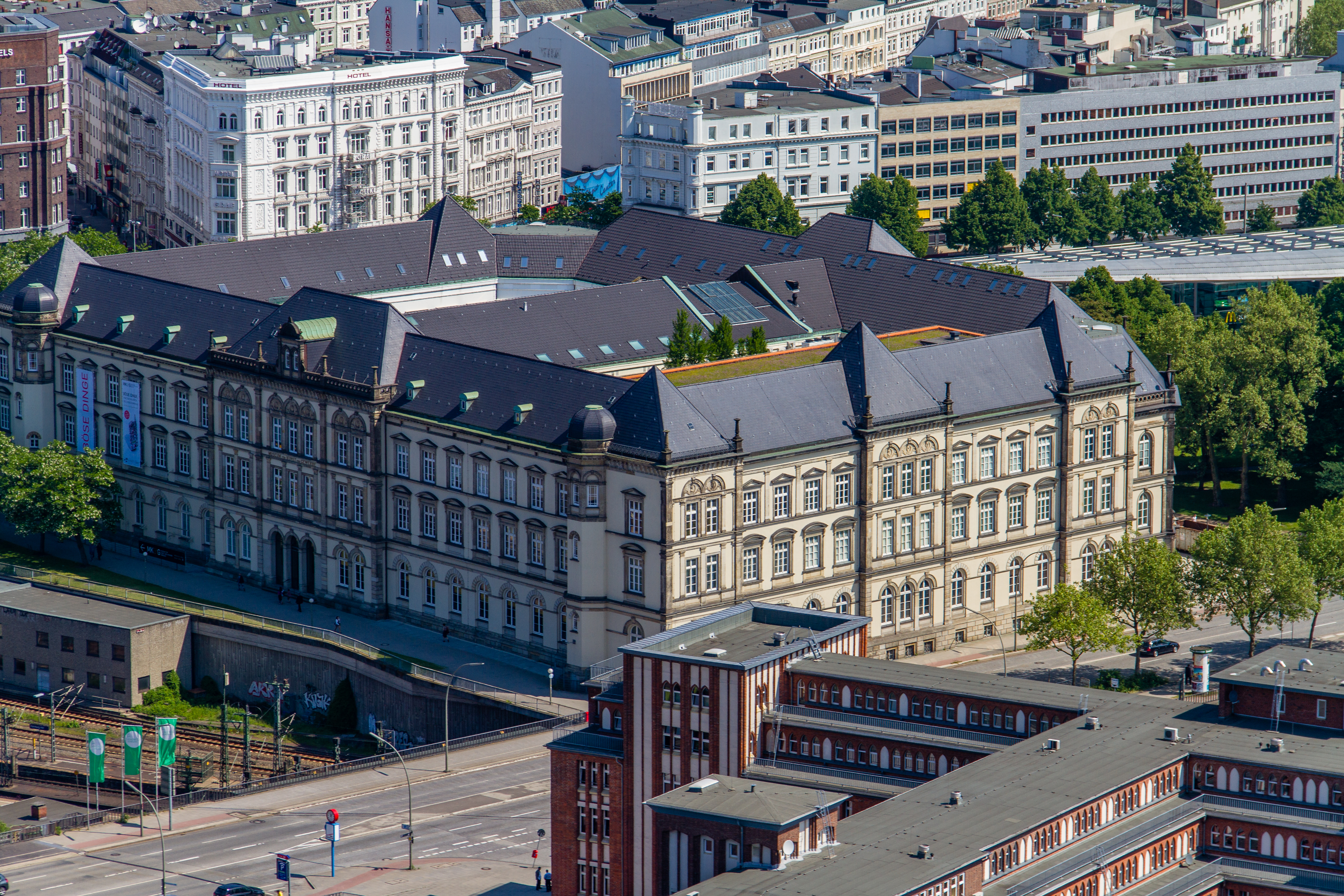

## Temática

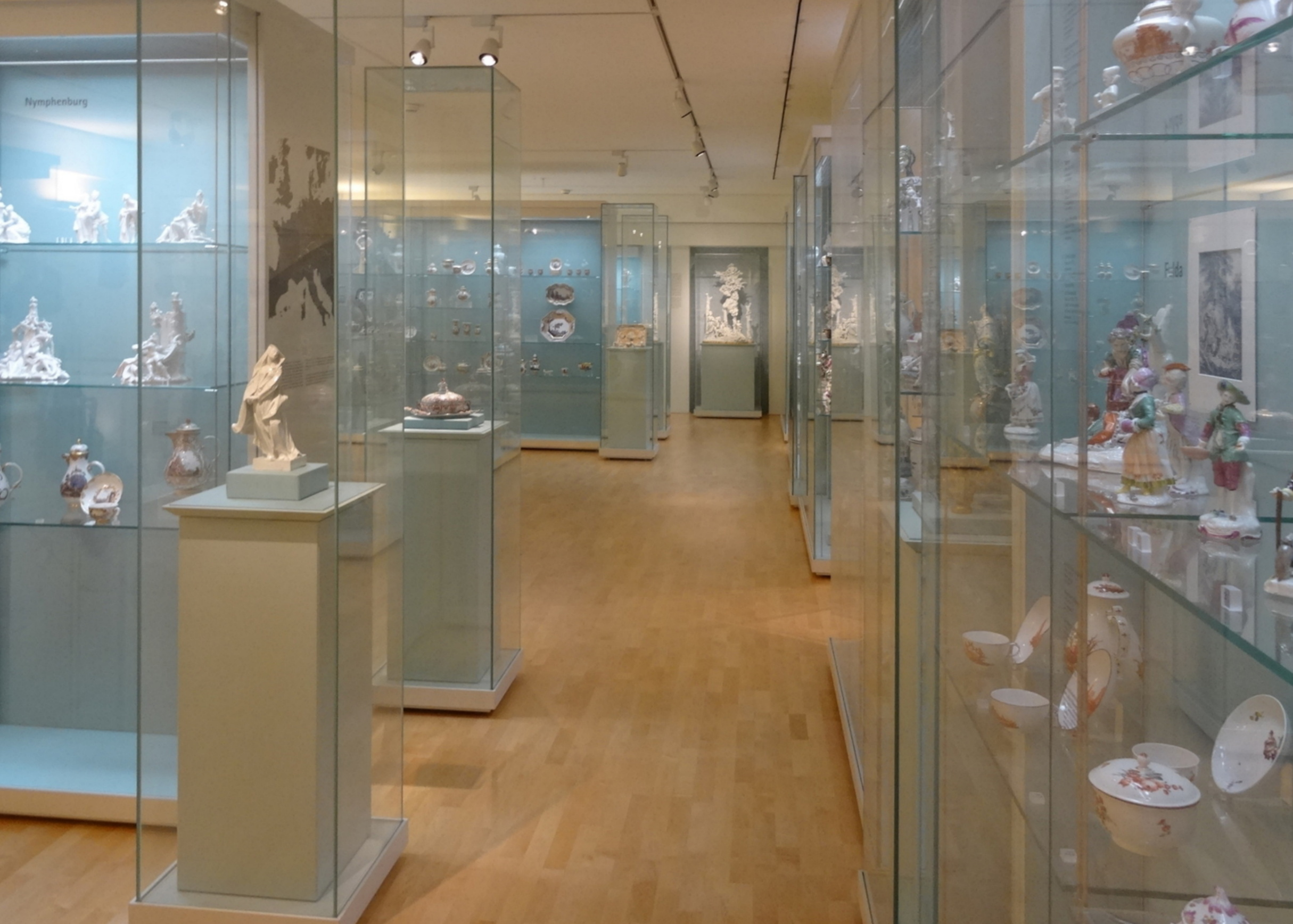
Sala de la cerámica

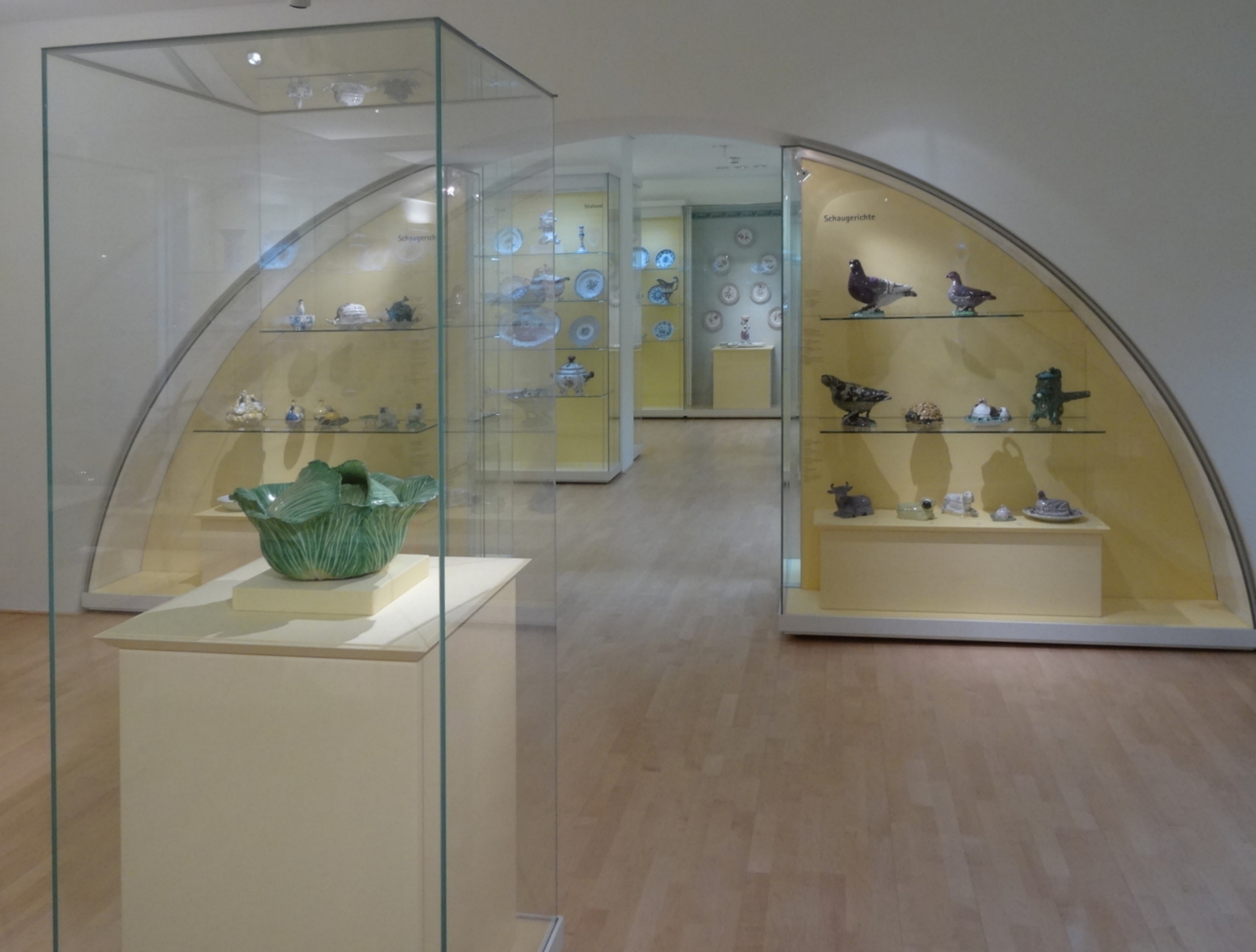
Objetos de porcelana

- Antigüedades
- De la Edad Media al Renacimiento
- Del Barroco al Clásico
- Diseño
- Fotografía y medios modernos
- Modernidad
- Cartelería
- Gráfica
- Modernismo alemán (Jugendstil)
- Cerámica
- Moda
- Lejano oriente
- Arte islámico
- Instrumentos musicales

## Colecciones destacadas

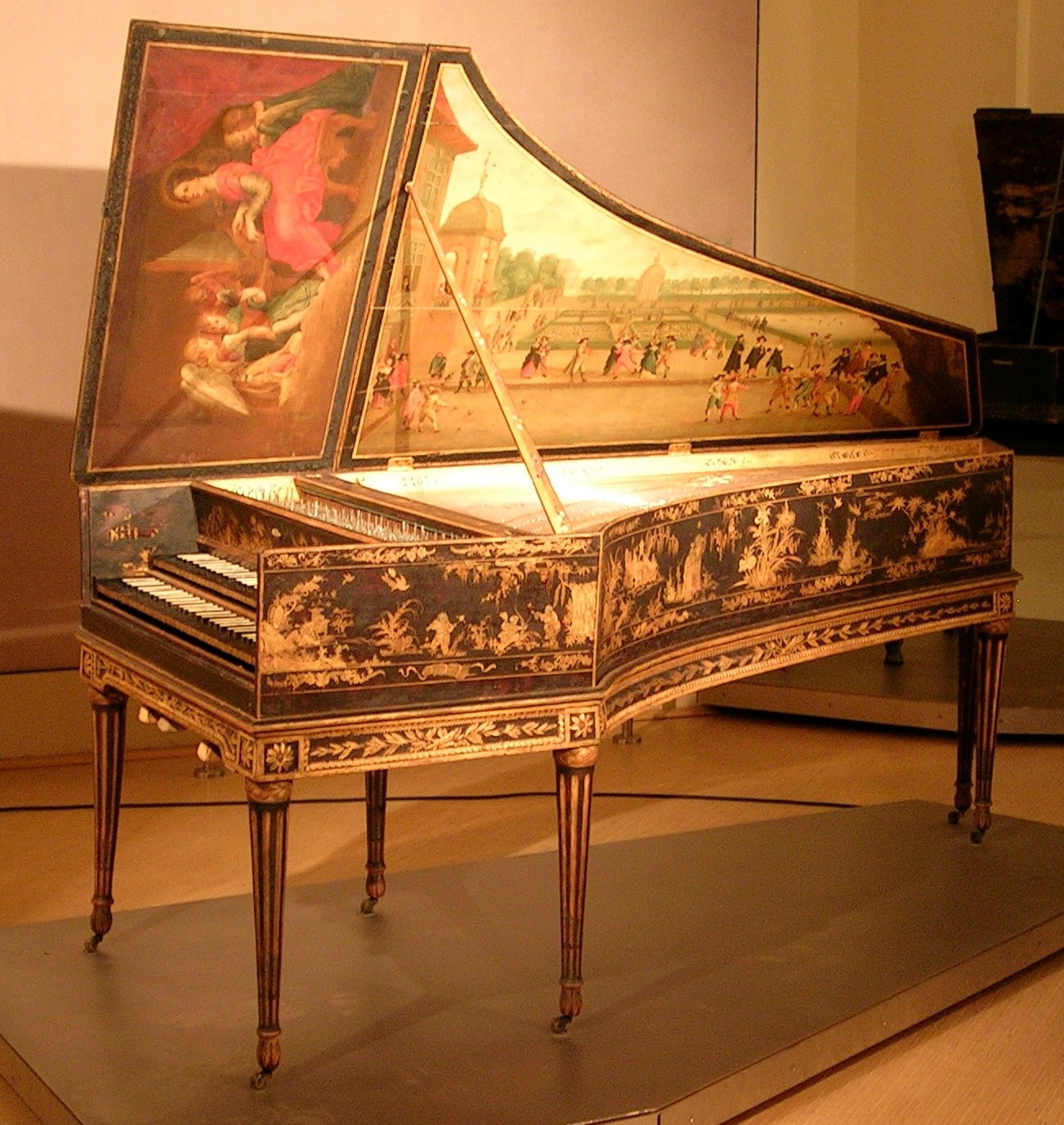
Clavecín Taskin (1788)

Entre las colecciones del museo, cabe destacar las siguientes:
- Instrumentos de teclado históricos: clavecines, espinetas, virginales, clavicordios, fortepianos y pianos rectangulares.
- Loza y porcelana, con piezas de la mayoría de los principales fabricantes de porcelana de los siglos XVII y XVIII.
- Colección de 71 fragmentos de azulejos del mausoleo de Bayan Kuli Khan (1348-1368) en Bujará, Uzbekistán.
- Alfombras de principios del siglo XVI de la abadía de Lüne, se exhiben una vez al año durante unos días entre Pascua y Pentecostés.
- Muebles de Henry van de Velde y Paul Gauguin.
- Casa de té japonesa y la ceremonia del té.
- Art Nouveau, un conjunto de muebles y exhibiciones modernistas, la Sala Parisina, gran parte de la cual fue adquirida en la Exposición Universal de París de 1900.[8] Incluidas dos esculturas blancas de 1907 de tamaño mayor que el real, esculturas de loza de niñas de Richard Luksch y la Alfombra del Cisne (1897) de Otto Eckmann.
- Lo moderno (1914-1945): obras expresionistas, incluidas esculturas de animales de Richard Haizmann, una escultura de madera de arce de una mujer por Ernst Heckel, obras de Karl Schmidt-Rottluff y Ewald Mataré, y objetos cotidianos al estilo Bauhaus.

## Galería

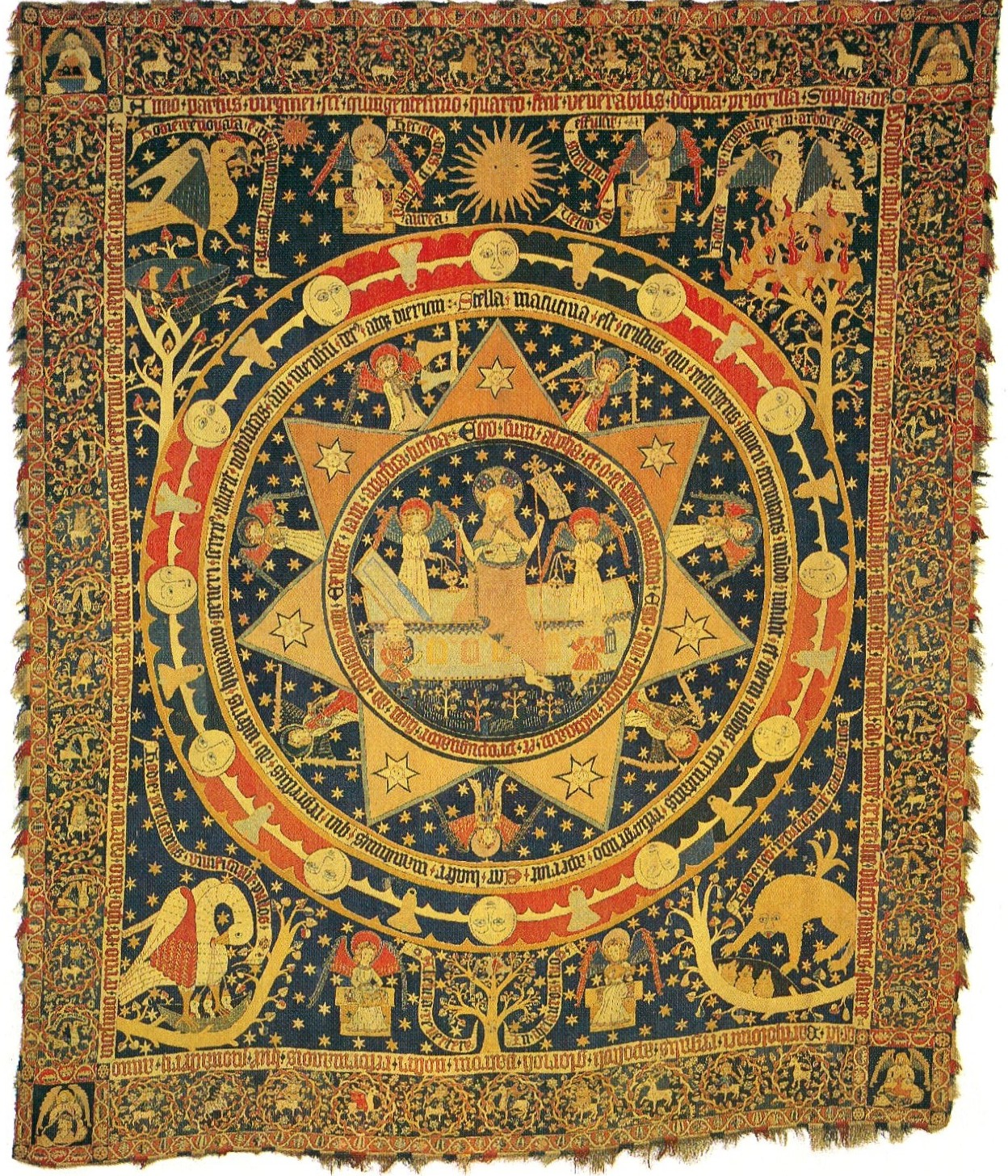
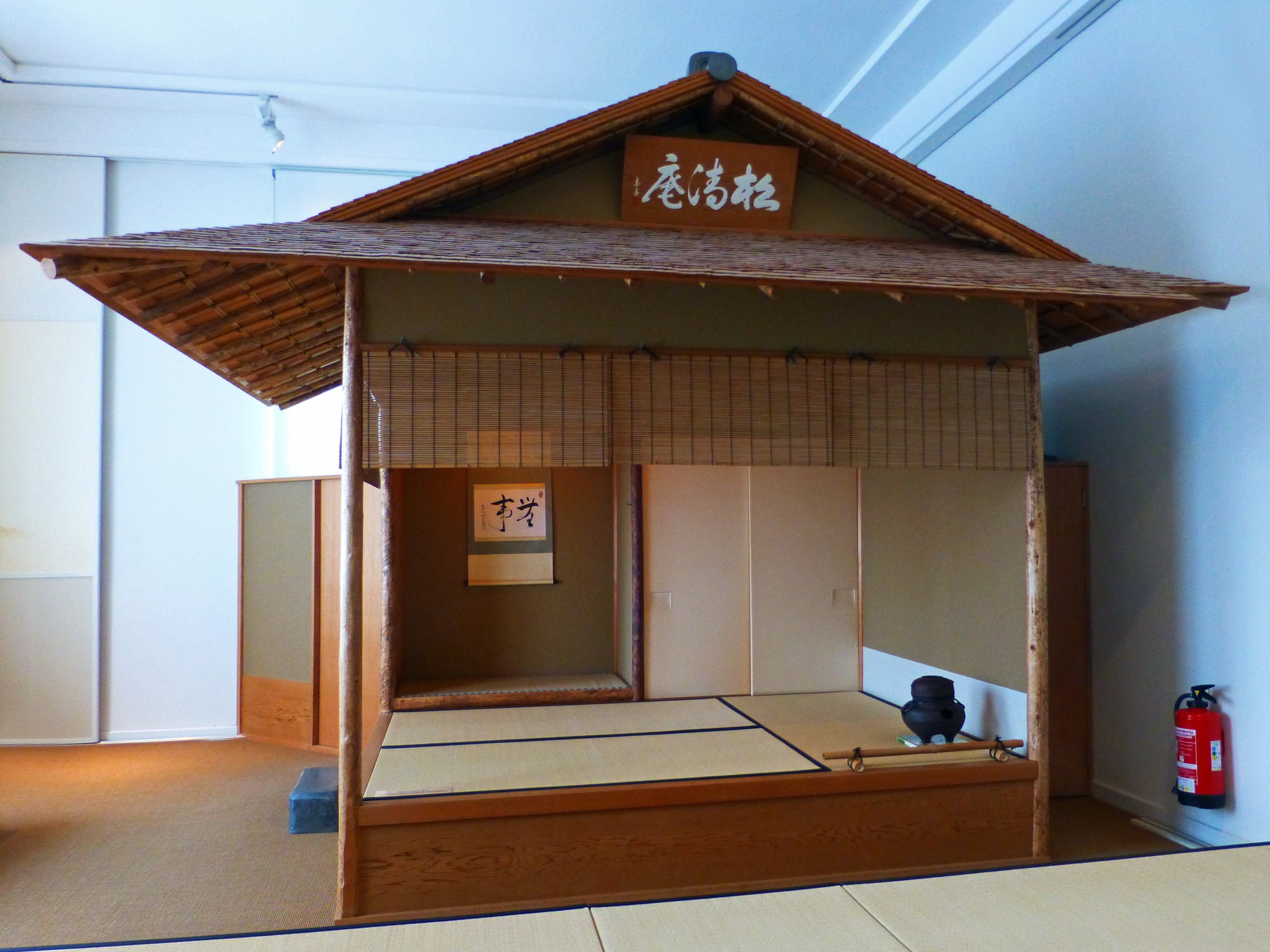
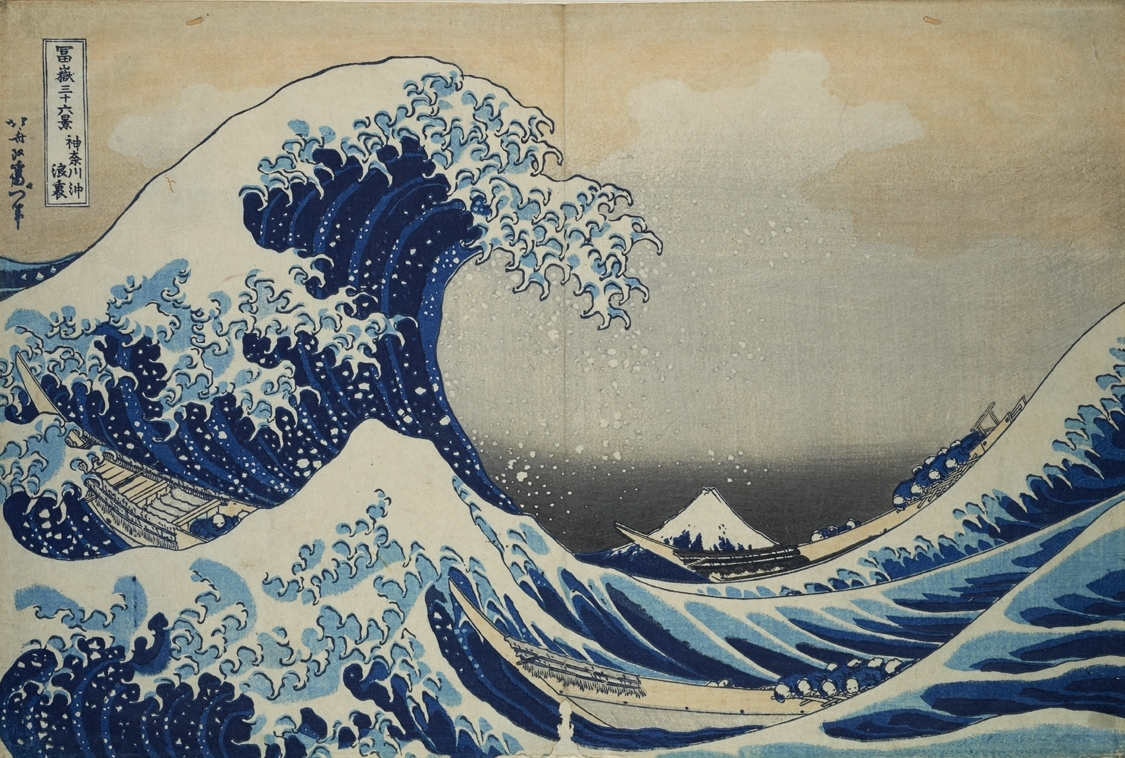
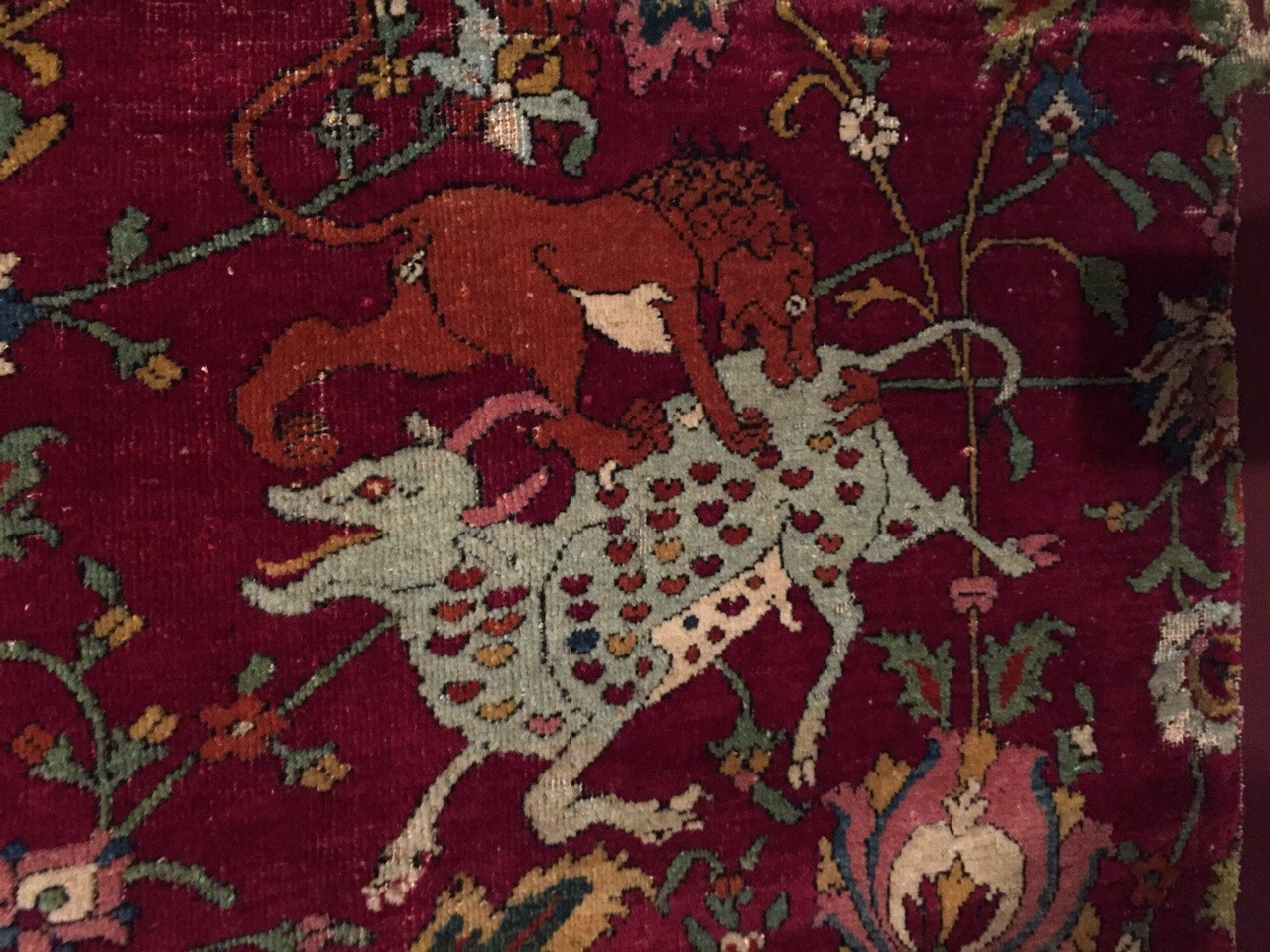
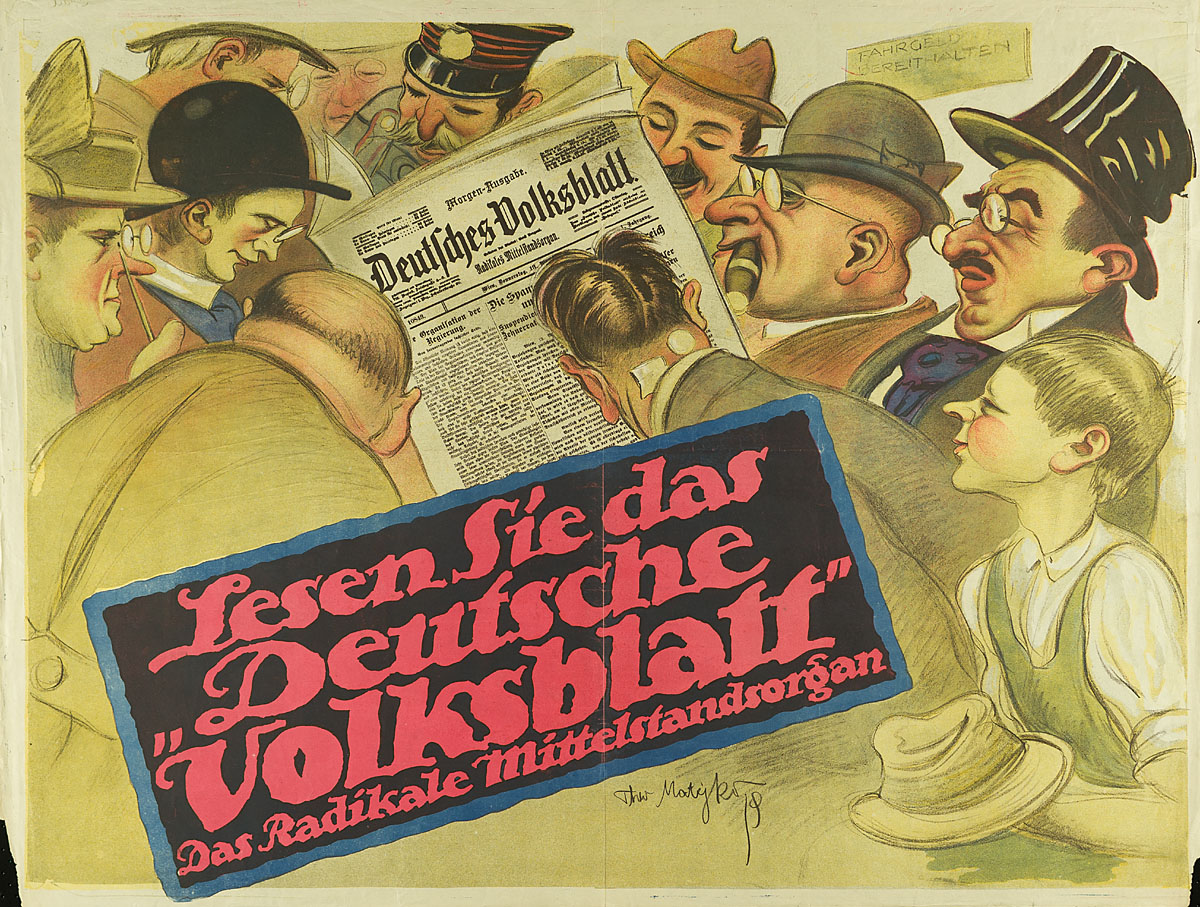